# Compensazione (fisiologia)
La compensazione forzata dell'orecchio medio (più comunemente chiamata semplicemente compensazione) è una tecnica per bilanciare la pressione dell'orecchio medio a quella ambientale; in particolare viene utilizzata nell'ambito delle immersioni subacquee. Altri ambiti di applicazione di tale tecnica sono tutti quelli in cui il soggetto si trovi a dover fronteggiare repentine variazioni della pressione esterna, quali il paracadutismo, le rapide cabrate e picchiate del volo acrobatico, la discesa in miniera e persino l'affrontare velocemente in auto una strada di montagna.

## Scopo della compensazione
Per effetto della pressione esterna, l'aria contenuta nei polmoni tenderà a raggiungere tutte le cavità del nostro organismo, compensandole in modo spontaneo; con un'eccezione: l'orecchio medio.
Accade che la trachea, la laringe, i seni frontali e quelli paranasali, in quanto tutti collegati all'apparato respiratorio, ricevono dai polmoni aria alla stessa pressione di quell'esterna e, per effetto di quest'equivalenza, non subiscono nessun tipo di danneggiamento, né sono a rischio d'implosione.
Anche l'apparato uditivo è collegato alle vie respiratorie, ma l'orecchio medio, a causa di una particolare struttura chiamata tromba di Eustachio (canale particolarmente stretto e sinuoso), non riesce a compensare spontaneamente ed ha bisogno di particolari manovre per raggiungere un'equivalenza di pressione con l'esterno.

## Manovre di compensazione
Esistono tecniche più o meno complesse per ottenere l'effetto di compensazione; si può usare semplicemente la deglutizione, che però non è efficace sott'acqua. Per la subacquea vengono utilizzate e insegnate infatti le manovre di:
- Marcante-Odaglia;
- Valsalva;
- Toynbee.

### Deglutizione
È la manovra più semplice, anche se inefficace ai fini dell'immersione subacquea.

### Manovra di Valsalva
È una tecnica molto faticosa e poco raccomandabile perché sviluppa una notevole pressione intrapolmonare che potrebbe essere causa di sincope per gli apneisti, nonostante sia di facile apprendimento.

### Manovra di Marcante-Odaglia (o Frenzel)
Questa manovra, una volta imparata con un po' di pratica, è la più sicura ed efficace e non richiede particolari sforzi.

### Manovra di Toynbee
È la manovra più delicata in assoluto, in quanto l'aria non viene forzata, bensì si utilizza solo il movimento dei muscoli per la deglutizione per compensare. Ha però il difetto di essere piuttosto difficile da apprendere.